# 読谷山焼 北窯
読谷山焼 北窯（よみたんざんやき きたがま）は、沖縄県中頭郡読谷村座喜味のやちむんの里にある「壺屋焼：やちむん」の窯元である。

## 概要
1992年、沖縄県中頭郡読谷村座喜味 やちむんの里内に開窯。松田米司、松田共司、宮城正享、與那原正守の4名の親方による共同主宰窯で13連房の登り窯を年5回焚き上げる。
4名がそれぞれ独立した工房で、親方中心に日本全国から集まる若い弟子達と共に作陶する。

## 歴史
- 1990年11月 北窯工事着工
- 1992年 北窯完成
  - 5月27日初窯火入れ[7]
  - 6月3日初窯出し
- 1995年 岡山県民藝協会[8]より招待研修を受ける
- 2004年 デンマーク女王、殿下北窯訪問
- 2005年8月19日 読谷村立美術館にて北窯展[9]
- 2006年5月27日 北窯売店落成式
- 2011年 倉敷民藝館賞受賞[10]
- 2012年 北窯開窯20周年を迎える
- 2014年5月 沖縄科学技術大学院大学にて「北窯×OIST〜伝統と科学」 開催[11]
- 2015年 北窯・松田米司親方のドキュメンタリー映画「あめつちの日々」完成[12]
- 2016年 春 映画「あめつちの日々」劇場公開予定